# Miquel Solà i Navarro
Miquel Solà i Navarro (*Barcelona, 1979) es el exalcalde de Collbató.

## Trayectoria
Es licenciado en Ciencias Políticas y ha trabajado en el Departamento de Empresa y Ocupación de la Generalidad de Cataluña.
Pertenece a Esquerra Republicana de Catalunya.
Fue elegido alcalde de Collbató en 2015 a partir de un pacto con el Grup d'Independents de Collbató (GIC) i CDC.